# Борозенский сельский совет (Великоалександровский район)
Борозенский сельский совет (укр. Борозенська сільська рада) — входит в состав
Великоалександровского района
Херсонской области
Украины.
Административный центр сельского совета находится в 
с. Борозенское
.

## История
- 1909 — дата образования.

## Населённые пункты совета
- с. Борозенское
- с. Кучерское
- с. Пятихатки
- с. Садок